# シンドラーエレベータ
シンドラーエレベータ株式会社（英: Schindler Elevator K.K.）は、かつてエレベーター・エスカレーターの製造・販売・保守・管理を行っていた日本の企業。
製品展開は2016年までに終了し、以降は捜査・訴訟に対応する企業として存続した後、2021年に解散・清算した。製品の保守点検事業等は日本オーチス・エレベータに移譲している。

## 概説
1954年に設立された日本エレベーター工業株式会社（にっぽんエレベーターこうぎょう）が、1985年にスイスのシンドラーホールディング（Schindler Holding AG）の傘下に入り、1991年に商号をシンドラーエレベータ株式会社へ変更した。なお、旧社名が類似する大阪府の日本エレベータ工業株式会社とは無関係である。
シンドラーグループの世界シェアは、エレベーターで2位、エスカレーターでは1位である。日本でのシェアは、大手エレベーターメーカー5社（三菱・日立・東芝・日本オーチス・フジテック）が多くを占める中、シンドラー社は主に公共事業の落札において強みを発揮し、団地などで広く採用されていた。しかし2006年に発生した死亡事故（後述）以降、新規のエレベーターの受注は皆無となり、後に販売を取りやめエスカレーターのみの製造・販売に転換した。
2016年4月15日、保守点検事業と子会社のマーキュリーアシェンソーレ（現・マーキュリーエレベータ）の全株式を日本オーチス・エレベータに譲渡すると発表した。また、生産を続けていたエスカレーターについても同年中に生産を終了し、シンドラーエレベータは現在継続中の捜査・訴訟に対応する人員だけを残し、日本での事業から撤退した。日本オーチスへの保守点検事業譲渡は2016年5月2日付で準備会社の日本エレベータサービス株式会社を設立し、同年8月31日付で事業移管した上で、10月3日付で同社の株式を日本オーチスに譲渡し、同時に商号をオーチス・エレベータサービス株式会社（OESC）に変更するというスキームがとられた。
その後、本社を東京都江東区越中島から中央区銀座に移転した。旧本社と静岡県袋井市の工場はOESCに承継されたのち、2017年8月には当時の東京都文京区本駒込の日本オーチス・エレベータの本社内に移転、OESCは2018年6月1日に日本オーチス・エレベータに吸収合併された。

## 沿革
- 1935年 - 東和エレベーター工業所の製造部として創業
- 1954年 - 日本エレベーター工業株式会社を設立
- 1985年 - シンドラーホールディングが日本エレベーター工業株式を30%取得
- 1991年 - 商号をシンドラーエレベータ株式会社に変更
- 1995年 - シンドラーホールディングがシンドラーエレベータ（旧日本エレベーター工業）株式66.7%を取得（96.7%に）
- 2006年 - 6月にエレベータ機械で16歳男性死亡の重大事故発生、以後注文が皆無になり事業はエスカレータ商売のみへ。
- 2012年 - 10月31日に2006年6月事故と同様タイプのエレベータ機械で再び重大事故発生。28歳女性死亡。
- 2016年
  - 日本オーチス・エレベータ株式会社への保守点検事業譲渡に伴い、当初準備会社の日本エレベータサービス株式会社[注 6]に同事業を移管。
  - 12月 - 本社を東京都中央区銀座・アイオス銀座ビル（レンタルオフィス）に移転。
- 2021年
  - 7月30日 - 株主総会にて解散を決議し、同年8月2日発行官報号外第177号にて公告。
  - 12月28日 - 清算結了登記、法人格消滅。

## 新技術の導入
- Schindler ID：IDカード、キーホルダーなど、乗客の情報を登録できるデバイスを使い、乗客を判別することで不審者や外部侵入者の施設内への立ち入りを防止する技術。集合住宅では当該の階の居住者のみが乗降可能とする設定が可能。
- Schindler Miconic 10：運用管理システム

## かつて製造されていた機種

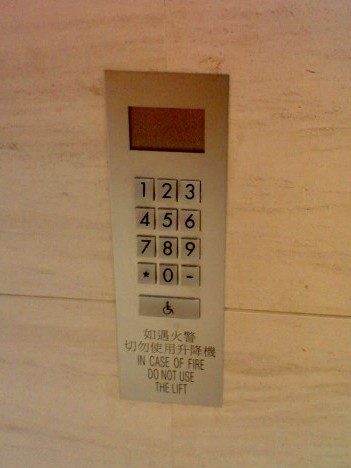
Miconic 10

### 日本エレベーター工業（1954年 - 1991年）
初期に製造された製品は、同年代によく見られるような白のインジケータの役割を兼ねた凸型ボタンのものである。社名のみが書かれたプレートが操作盤上部に掲出されていることが多い。後に、針式インジケータを模した同社のロゴと共に社名が書かれるようになり、またこの頃からボタンが角形で凹型になったものが販売された。
同社がシンドラーグループの傘下となった1980年代になると、同時期に発売された日立ビルシステムのビルエースクオリティ80シリーズとインジケータやボタンが類似した製品が販売された。ランプ類は緑色で点灯し、のちの製品と通ずるところがある。さらにボタンは前述の日立ビルシステムのものに取り替えられた例がある。またこの機種からは初期に見られたロゴは無くなり、定員や積載量とともに社名のみが書かれたプレートが取り付けられる。この機種は一般的に「エレスタ」などと呼ばれるが、典拠が無く正式名称であるかは不明である。

### シンドラーエレベータ（1991年 - 2016年）
社名変更後も前述の機種を引きつづき販売していた。ただしプレートの社名はシンドラー社のロゴに変更されている。
1993年にシンドラーグループが「Schindler 300」を発売した。これに伴い、国内でもこの機種で採用されている丸形ボタンと、独自の16セグメント式インジケータを使用した製品が販売され始めた。これらはのちに発売される300Jと同じものである。
- Schindler 300J - 1997年発売。93年頃より既に販売されていた機種と同様の、16セグメント式や液晶ディスプレイ式インジケータが使われている。ボタンは丸形で緑色に点灯する。カゴや制御装置は国内製、巻上機やブレーキはシンドラーグループの製造である。

- Schindler Mobile（シンドラーモービル）- 1999年発売。シンドラーグループ初のマシンルームレスエレベータであり、自走式といった画期的な製品である。カゴ内に階数ボタンはなく、乗り場のテンキーで目的階を指定する。

- ミレニアムタワー - 2000年発売。 階段室型共同住宅用の小型エレベーターである。2001年にグッドデザイン賞を受賞。この機種はカゴ内操作盤は側面にのみ設置されており、ボタンは300Jと同様であるがインジケータは独自のものとなっている。また敷居部に“Schindler”の銘板がある。

- Schindler 300J MRL - 2000年発売。300Jをマシンルームレス化した製品である。初期のものは300Jと同じ操作盤であるが、のちに矢印と階数がそれぞれ赤と緑で表示されるLED式インジケータとなった。

- Schindler Smart J - 2000年発売。マシンルームレスエレベータ。

- Schindler neu（シンドラーノイ）- 2002年発売。マシンルームレスエレベーター。三菱のエレパックアイのOEM製品である。インジケータ下部には定員表記とともに社名および機種名が記されている。ボタンは丸形を採用していることが多い。

- Schindler LiMO - 2012年発売。既設エレベーターのリニューアル用パッケージである。液晶インジケータが採用されたほか、ボタンは出っ張った矢印部分が赤色に点灯しボタン確認音がある。発売は事故発生後であるものの新規設置ではないため、老朽化した初期製品の改修目的で販売された。

## 事故・不祥事
2003年（平成15年）12月17日
同日8時30分頃、大分県の別府競輪場に設置されていたシンドラー社製エレベーターが最上階の4階を通り越し、エレベーター室内の天井部分に衝突した。これによって競輪選手の前反祐一郎がエレベーター内に閉じ込められ、約40分後に救出されたものの、精神的ダメージが大きく同日のレース出走を取りやめた。原因はエレベーター上部にある上昇用スイッチの誤作動によるものだった。なお報道では、この事例は後述する2006年6月3日の高校生死亡事故が発生した後に明るみに出た。
2006年（平成18年）6月3日
東京都港区にある区営の特定公共賃貸住宅「シティハイツ竹芝」に設置されていたシンドラー社製エレベーター2基のうち1基で、自転車に乗ったまま乗降中だった都立小山台高校の生徒が扉が開いたまま突然上昇したエレベーターのかご部分と建物の天井との間に挟まれ折りたたまれて圧死する事故が発生した。
同乗していた女性がすぐにエレベーター内の非常ボタンを押して同マンションの防災センターに事故を通報、防災センターの職員が119番通報して男子高校生は約40分後に救出されたが、全身打撲と頭部骨折で死亡した。
事故発生直後、国土交通省はシンドラーに対し、国内にある同社製エレベーターの全リストの提出を求めたが、当初は「個人情報保護」を理由に国交省へのリスト提供を拒否した（6月9日にリストを提出）。また、スイスのシンドラーグループ本部は6月9日、「（事故は）欠陥ではなく他社の不適切な保守点検か、閉じ込められた乗客による危険な行為が主因」とする声明を発表した。当時、保守はシンドラー社の純正保守ではなく、入札方式によって同社と資本関係のない競合会社が受注していた（2005年度は日本電力サービス、2006年度はエス・イー・シーエレベーター）。
事故当初より、シンドラーは再三の住民説明会や記者会見の要請を拒み続け、初めて記者会見を開いたのは事故から9日後の6月12日であった。この会見で、同社による保守業者への情報の提供が不充分であったことが明らかになった。翌日の6月13日に、初めて住民説明会を開き、社長のケン・スミスが謝罪した。
2009年7月、シンドラー社の幹部とエス・イーシーエレベーターの社長ら数名を業務上過失致死罪で在宅起訴。この年の3月には、両社の6名に書類送検を行っていた。
その後、東京地方裁判所は「点検時に異常は発生していなかった」として、シンドラー社元東京支社保守第2課長に無罪判決を言い渡した。一方で、保守を請け負っていたエス・イー・シーエレベーターの3名（会長・社長・メンテナンス部長）については「遅くとも事故の9日前の点検ではブレーキの異常摩耗が発生していたが、五感に頼った管理体制が兆候を見逃した」として有罪判決を言い渡した。3名はその後控訴している他、東京地方検察庁は、シンドラー元東京支社保守第2課長の東京地方裁判所の第一審判決に対し、控訴した。
エレベーターは後に、同じ建物内にあった3基のシンドラー社製エレベーターも含め、5基とも三菱電機製のものに交換された。なお交換時から、保守点検は同社の子会社であるメーカー系保守会社の三菱電機ビルテクノサービス（現・三菱電機ビルソリューションズ）が実施している。
2006年6月10日
独立行政法人都市再生機構が運営管理し、千葉県浦安市高洲6丁目に所在する浦安マリナイースト21潮音の街7号棟において設置されているシンドラー社製エレベーターの扉が開いたまま上昇。指定階を通過した後、最上階の着床位置を大幅にオーバーランして停止する不具合が発生した。独立行政法人都市再生機構の住宅経営課長がシンドラー社のケン・スミス社長に対し書面による申し入れを実施。事故の原因はバグのある古いバージョンの運行ソフトウェアのROMにあったとし、6月16日にROMの交換作業が完了した。独立行政法人都市再生機構は交換作業後も不具合のあった7号棟に加え、同機種を使用している8号棟においても監視員を配置する対応を取った。
2006年7月26日
2004年に福岡県、2006年に東京都で誤作動を起こしていたシンドラー社のエレベーターについて、1998年よりシンドラー社に群管理制御システムを納入していた安川電機は不具合の原因が同社の制御ソフトウェアにあることを認め、声明を発表した。発表によると不具合はある例外的な状況でのみ発生しており、53か所113機で同様のシステムを納入しているが、不具合が起きているのは2か所のみで既に全てのシンドラー社製エレベーターにおいて再発防止の措置を実施しているという。また、他社製エレベーターにも同様のシステムを納入しており、同様に交換作業を進めているとした。
2006年11月17日
国土交通省は、全国のシンドラー社製エレベーター6,273基の緊急点検結果を発表した。同社製エレベーターは、過去1年に閉じ込め175件を含む1,294件の不具合があり、1基あたりの1か月の不具合の発生率は1.7 %であった（大手5社の不具合発生率は1.2 %）。国土交通省は、同社製エレベーターに構造上の問題はないが、保守管理が充分でないとして、重点的に検査を行うよう注意喚起する方針であるとした。
また、上記の死亡事故後に、東京工業大学すずかけ台キャンパス内にある同社製エレベーターが、ドアに15 cmの隙間が発生するなど何度も不具合を起こしていたことが判明した。
2007年3月
エレベーターの法定検査に必要な国家資格（昇降機検査資格者）を、資格取得に必要な実務経歴を偽装することで、53人に不正に取得させていた事が発覚した。シンドラー社は、詐称していた者の資格を直ちに国土交通省に返納した。また、同時に国交省は、経歴詐称していた検査資格者が行った法定検査を無効とし、正規な検査資格者による再検査を指示した。
2007年5月23日
シンドラー社が保守点検を行っている東京都杉並区にあるマンションで、住民からの通報により、エレベーターを吊るすワイヤーの一部破断が発見された。国土交通省は同社が保守点検するエレベーター約7,000基について、緊急点検を各都道府県などに指示した。なお、前月となる4月4日には、日本オーチス・エレベータが同様の不具合を起こしたばかりであった。
2007年7月 - 8月
東京都港区が事故機と同型のエレベーターの電磁ノイズ耐性を調べる実験を行った（タクラム・デザイン・エンジニアリングとノイズシールドジャパンが実験）。その結果、同型機の制御回路が電磁雑音に極めて弱いことが判明した。
この実験以前は「ブレーキの磨耗」や「保全の不良」が事故原因と推測されていたが、一方で「指示なしで勝手に動作」「急停止」「閉じ込め」など、事故機の設置されていたビルの住人などがかねてより指摘していた動作不良は、制御回路の電磁雑音脆弱性で再現が確認された。
同実験では、ブレーキ磨耗やソレノイド不良による事故と同様の戸開上昇が認められた。制御回路の電磁雑音脆弱性とブレーキ磨耗、ソレノイド不良の因果関係に関しては不明であり、シンドラー社は「ノイズ対策は正常であった」という見解を出しているものの、具体的にどう正常であったかの回答は出していない。
2007年9月12日
大阪府堺市西区浜寺石津町西に所在するとこりん石津店に設置された9人乗りのエレベーターに男性客9名が乗り込んだところ急降下し、3階床レベルから50cmほど天井が出ている状態で停止した。男性客らは店に救助を求め、約50分後に店の通報で到着した保守会社が2階の床レベルまでエレベーター降下させて救助したが、男性客らは何れも急降下するかごに慌てて腰を打ったり、気分が悪くなるなどして救急車で病院に搬送される事態となった。エレベーターは日本エレベーター工業（シンドラー社の旧社名）製でシンドラー社が保守を担当していた。
事故原因は綱車の溝が経年で劣化し、摩擦力が低下。主索に滑りが生じる状態であったことから、国交省住宅局建築指導課は不適切な定期点検が原因との結論を出し、シンドラー社が定期検査又は定期点検を実施しているエレベーターに対し、巻上機の綱車の緊急点検の実施を求めるよう、各都道府県を通じて特定行政庁に対して通知した。
2007年10月16日
神奈川県平塚市の西友平塚店で、エスカレーターから大きく身を乗り出した小学生の男児が、手すりと危険防止用の保護板の間に首を挟まれ一時重体となった。この保護板を製造・設置したのはシンドラー社で、形状が建築基準法に違反するものだった。19日に国土交通大臣が同社を批判。
その後の調査により、エスカレータ設置時には民間確認検査機関であるイーホームズの完了検査をパスしていたことが判明し、建築基準法に適合しないにもかかわらず、見落として適合と判断したイーホームズにも責任の所在があるとして同社も書類送検された。
2010年4月23日
東京都渋谷区のJR渋谷駅東口の歩道橋に設置されているシンドラー社製エレベーターにおいて、メインロープ3本のうち1本が破断し緊急停止した。ロープ1本の金属線束8本がすべて切れており、国土交通省はすべて切れたケースは聞いたことがない、とコメントした。
2010年11月16日
千葉県柏市の東京大学柏地区キャンパスで、学生18名が乗り込んだ定員19名のエレベーターが扉が開いたまま1階から地下1階まで下降。脱出を試みた学生2名のうち、男子大学生1名がひざに軽い打撲を負った。
2012年10月31日
石川県金沢市の「アパホテル金沢駅前」の4階で、女性清掃員がシンドラー社製エレベーターに挟まれて死亡した。1階へ降りるためにエレベーターに乗り込もうとした際、急にカゴが上がり始めたためにつまずいて倒れ、上半身のみカゴに入ったまま上昇を続けた結果、カゴの床とフロア側のエレベーターの枠に体を挟まれた。その場に居合わせた同僚が足を引っ張るなどして救出を試みたが、女性清掃員は挟まれたまま動かず、45分後に救出されたものの死亡が確認された。事故があったのは2006年6月の事故と同型のエレベーターであり、保守点検はシンドラーエレベーター契約となっていたが、同社自体は法定点検を行っていたのみで、月例点検は同社から委託を受けた日本エレベータ工業が行っていた。
なお、日本エレベータ工業はシンドラーエレベータの前身である日本エレベーター工業とは無関係。
2012年12月20日
大阪市天王寺区の市立桃陽小学校で下降中のエレベーターが途中で停止し、小学6年の男子児童2名が閉じ込められた。2人は約40分後に救出され、けがはなかった。このエレベーターはシンドラー社製ではあるが、10月に起きた金沢市内の事故機とは異なる機種であった。また、前述の事故の影響による国土交通省の指導で、前日に特別点検を実施したばかりであった。のちに停止の原因はエレベーターの異常ではなく、男子児童2名が下降中に内側から扉を手で開けたいたずらによるものと判明し、安全装置が作動して緊急停止したものとみられる。
2013年1月5日
埼玉県三郷市の三郷駅駅前にあるビルで、「1階でエレベーターのドアが開かなくなった」と119番通報。ビルに入居する耳鼻科医院や美容室の利用者ら5名が閉じ込められ、駆けつけた消防隊員によって約30分後に救出された。エレベーターはシンドラー社製で、2012年12月4日の定期点検では異常はなかった。
2013年1月6日
静岡市駿河区にある高齢者施設「用宗老人福祉センター」で、男性が17分間閉じ込められた。エレベーターはシンドラー社製。男性にけがはなかった。同エレベーターでは2012年8月にも閉じ込め事故が起きていた。
2013年2月6日
金沢市のマンションで、エレベーターが階の間で停止し、男性が閉じ込められた。男性がシンドラー社に救助を求め、点検会社がドアを手動で開けて救出。男性にけがはなかった。点検会社によると、モーターの回転を制御するセンサーに不具合があり、過去の落雷が原因の可能性があるという。
2013年2月15日
都営花小金井四丁目アパート2号棟において、1階にて当該エレベーターに乗り込んだ利用者（居住者）3名が、行先階登録ボタンを押したところ、戸は閉まったが動かず、閉じ込め状態となった。約20秒後に戸が開いたため、利用者はかごから乗場に出たが、その直後に戸が開いたままの状態でかごが上昇を始め、戸が閉まりながら約1ｍ上昇した位置で停止した。なお、保守はシンドラー社のフルメンテナンス契約であった。インバーターの停止信号を制御するプログラムタイマーに誤った数値が入力されており、直ちに非常停止信号が入力されなかった事、ブレーキ用のリレーを耐久使用限度70万回のところ、140万回使用したことにより溶着し、ブレーキが正常に解放されなかった事が事故原因とされる。
2013年7月13日
17時50分過ぎ、横浜市営地下鉄ブルーライン横浜駅に設置されたシンドラー社製のエレベーターが故障して、乗っていた5名（男性3名、女性2名）が閉じ込められた。横浜市消防局などによって、約2時間後の19時50分過ぎに全員が救出された。横浜市はこの事故を受け、当面の間当該エレベーターの運転を停止することを発表。同年7月18日に運転を再開したが、10月2日には再度閉じ込め事故が発生した。その後、当該エレベーターは東芝エレベータ製のものに交換され、運転が再開された。
2015年6月 - 8月
シンドラー社東京支社が保守点検業務を行う東京都と千葉県内の都市再生機構（UR）賃貸住宅で、同社社員がエレベーターの安全装置を故意に作動させ、利用者を閉じ込めていた事案が7件発覚。8月5日、シンドラー社はこの社員を懲戒解雇処分とした。
2016年8月30日
2006年6月3日に発生した「シティハイツ竹芝」事件で、消費者安全法第24条3項に基づき、消費者庁直轄の消費者安全調査委員会による調査報告書が公表された。本書によれば、シンドラー社の該当機種においてブレーキが日本の他社メーカーには見られないソレノイドを使用した構造になっており、以前から構造に問題があることが指摘されていてシンドラー純正保守でもメンテナンスが難しかったとされる。しかし、資本関係のない独立系の競合他社であるエス・イー・シーエレベーターが保守を受注し、なおかつシンドラー社からの技術的な情報提供もなかったため、保守を行っていた作業員はソレノイドが動作している事のみを確認し、ソレノイドの抵抗値測定を怠った（抵抗値は規定44.5Ω、事故後測定23.4Ω）。結果、ソレノイドの故障によりブレーキが半分かかった状態で運転していることに作業員が気づくことはなく、ブレーキのストロークは規定2mm、残ストローク4mmの総ストローク6mmのところ、規定量2mmを摩耗した後、さらにそのまま残ストローク4mmを超えてプランジャーロッドがストロークリミッターへ接触。ブレーキドラムにライニングを十分に押しつけることができずにカゴが動き出してしまった事が事故の原因とされる。
2017年11月24日
2006年6月3日に発生した「シティハイツ竹芝」事件で、2008年にシンドラー社を相手取り、2億5000万円の賠償金を求めていた遺族との和解が成立した。シンドラー社や港区が「遺憾の意」を示して再発防止に取り組み、和解金を支払う内容で、遺族と港区は業者との安全確保への取り組みや事故防止の啓発などを確約する覚書も交わされた。遺族らは和解金の一部を安全確保の法制化を訴える活動に充てる方針で、母親は「和解は終点ではない。息子の命がエレベーターの安全に生かされるよう訴えていきたい」と話した。
2018年1月26日
2006年6月3日に発生した「シティハイツ竹芝」の裁判で、東京高等裁判所は、元シンドラーエレベータの東京支社保守第2課長に対して東京地方裁判所の第一審判決を支持し、無罪判決を言い渡した。東京高等検察庁は2月9日、「適切な上告理由が見いだせなかった」として上告しない方針としたため、高裁判決が確定した。
2018年3月14日
2006年6月3日に発生した「シティハイツ竹芝」の裁判で、東京高等裁判所は、エス・イー・シーエレベータ会長ら3名の東京地方裁判所の執行猶予付有罪とした第一審判決を退け、逆転無罪を言い渡した。東京高等検察庁は同28日に上告しない方針とし、高裁判決が確定した。遺族は日本経済新聞のインタビューで「理不尽に奪われた息子の命に対して誰も責任を取らないことは受け入れられない。本当に悔しい。」と答えている。上告しなかった理由として、東京高等検察庁は「ご遺族の気持ちを考えると誠に残念ではあるが、適法な上告理由を見いだせなかった。」としている。
2021年5月18日
2006年6月3日に発生した「シティハイツ竹芝」の事件で、東京都港区危機管理・生活安全担当は港区が「港区シティハイツ竹芝事故調査委員会設置要綱」を廃止することに伴い、5月中旬に公表予定（実際に公表されたのは6月24日）の最終報告書の公表をもって「港区シティハイツ竹芝事故調査委員会」を5月31日付で廃止すると発表した。
2021年6月24日
2006年6月3日に発生した「シティハイツ竹芝」の事件で、東京都港区は最終報告書を公表した。事故から14年が経過していることから保管部品は捜査当局の押収や調査による分解、長期保管による経年劣化が進み、大多数の部品が再検証不可とした。その為、本最終報告書は係争中や捜査当局の押収などによって明らかにできなかった部分の調査、これまでの調査経緯や調査内容の確認・取りまとめ、区住宅公社の関係者らへのヒアリング結果や区の今後の取り組みをまとめた内容となっている。

## テレビ番組
- 日経スペシャル ガイアの夜明け いま、そこにある危険「～エレベーターと遊園地の安全は?～」（2007年7月24日、テレビ東京）[47] - メーカー、メンテナンス会社、国、さらには安全対策の先進国といわれるドイツの取り組みまで取材。